# Belgica (navă)

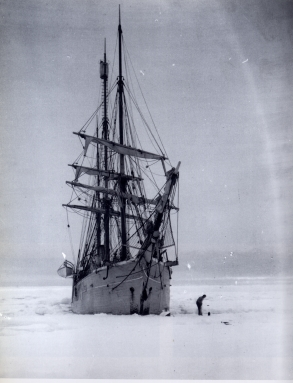
Nava Belgica între ghețuri

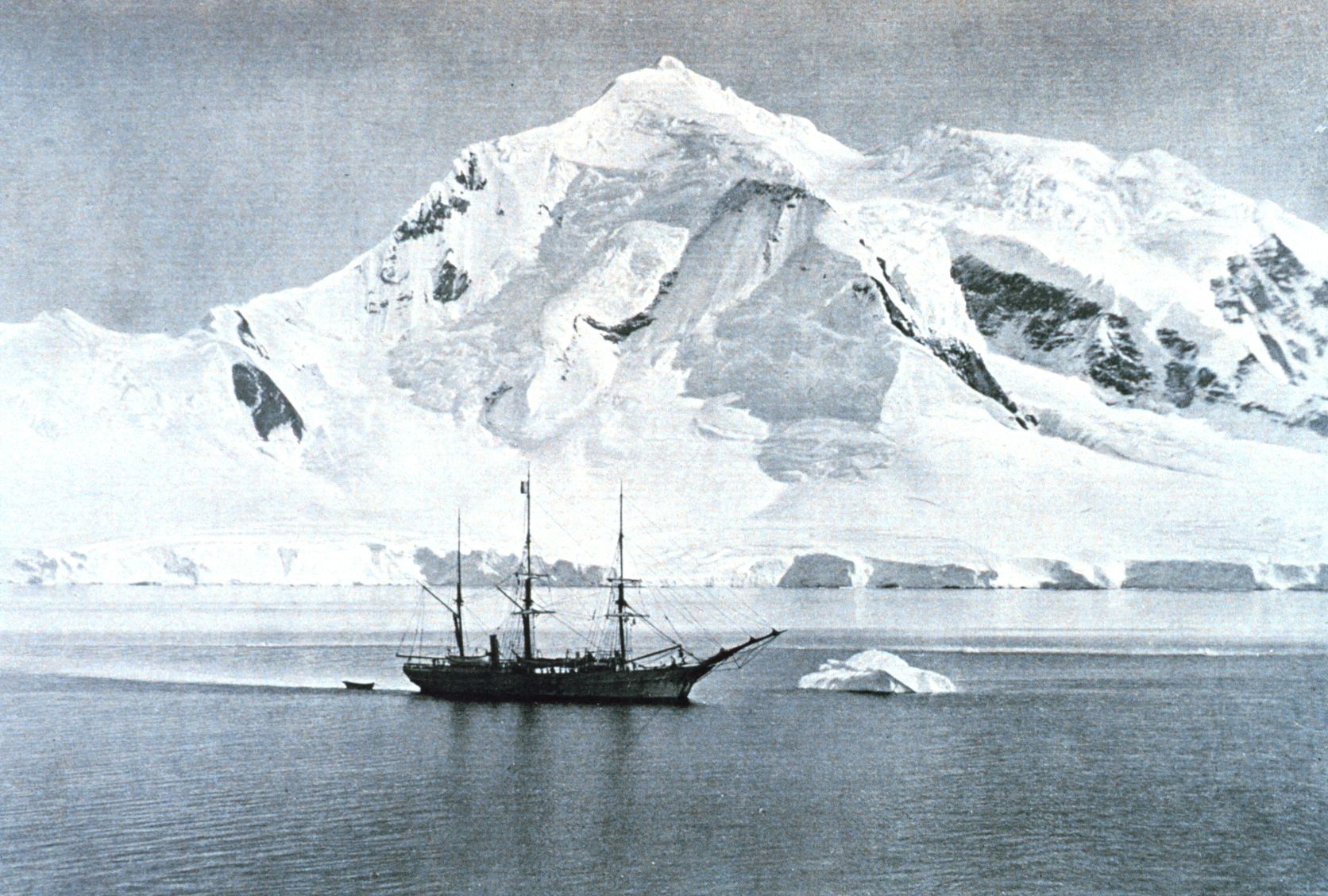
Belgica în fața muntelui William

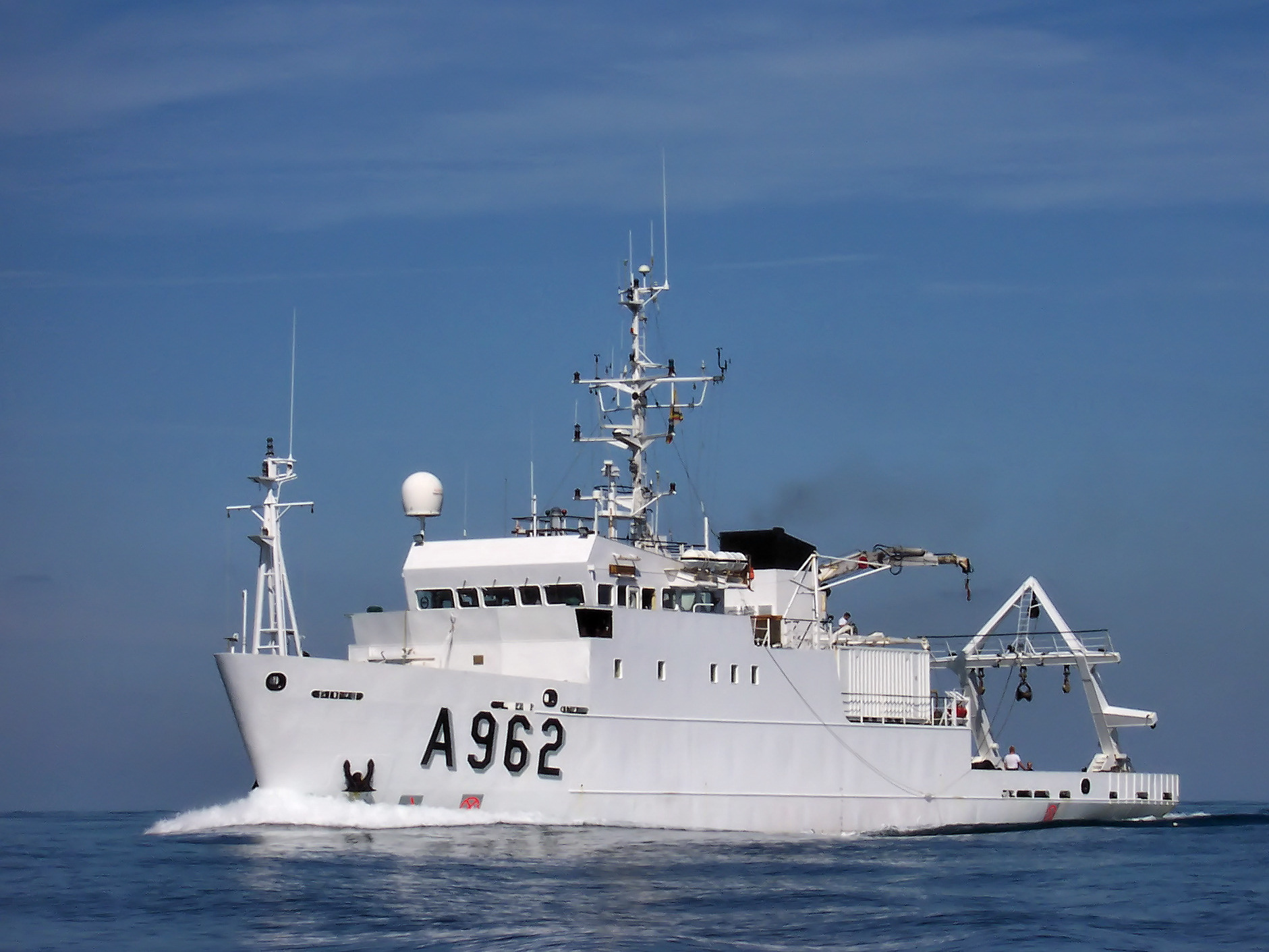
Actuala navă A962 Belgica

Belgica  a fost numele a două nave belgiene de cercetare, din 1884 și 1984.

## Prima navăBelgica
Construită în 1884 la Svelvig, Norvegia, Belgica a purtat prima expediție antarctică făcută în scopuri exclusiv științifice și prima care a iernat între ghețurile din apropierea Antarctidei.
Nava a înaintat până la 71°31' latitudine sudică. La sfârșitul lunii februarie 1898, nava Belgica a fost prinsă între ghețuri în Marea Bellingshausen. Membrii expediției au iernat acolo, făcând observații științifice prețioase. După aproape un an de captivitate între ghețuri, nava a putut fi degajată (pe 15 februarie 1899), membrii expediției revenind în Belgia la 5 noiembrie 1899.
În cadrul acestei Expediții antarctice belgiene (1897-1899), conduse de baronul Adrien de Gerlache, au participat și exploratori de alte naționalități, printre care norvegianul Roald Amundsen (în calitate de ofițer secund al navei), românul Emil Racoviță (naturalistul expediției), medicul american Frederick Cook, meterologul polonez Antoine Dobrowolski, geologul polonez Henryk Arctowski și alții.